# رضا دهقان
رضا دهقان (بالفارسية: رضا دهقان) هو لاعب كرة قدم إيراني في مركز الدفاع، ولد في 1 يوليو 1997 في برازجان في إيران. لعب مع نادي شاهين بوشهر.

## وصلات خارجية
- رضا دهقان على موقع قاعدة بيانات كرة القدم.إي يو (الإنجليزية)
- رضا دهقان على موقع Soccerway.com (الإنجليزية)